# Fort Sam Houston
Fort Sam Houston est un camp militaire des États-Unis construit en 1878 et situé à San Antonio dans l'État du Texas.

## Usage militaire
Les installations comprennent le quartier général du commandement de l'armée américaine du Nord (anciennement la Cinquième Armée des États-Unis), États-Unis Armée du Sud, le commandement médical de l'armée, le service médical d'armée, le centre et l'école, le cinquième brigade de recrutement, le bureau de recrutement des marines, la section militaire de San Antonio, la station de traitement et le Campus de formation médicale. 
Le 1er octobre 2010, le Fort Sam Houston rejoint l'administration de la Force aérienne.

## Listes des offices
Éléménts du département de la Défense
Medical Education and Training Campus (en)
United States Military Entrance Processing Command (USMEPCOM) Elements
MEPS San Antonio
U. S. Army Elements
U.S. Army North (ARNORTH) Elements
- HQ, U.S. Army North (Fifth US Army)

U. S. Army Installation Management Command (IMCOM) Elements
- HQ, U.S. Army IMCOM
- IMCOM West

U. S. Army Medical Command (MEDCOM) Elements
- HQ, U.S. Army MEDCOM
- U.S. Army Veterinary Command (VETCOM)
- U.S. Army Dental Command (DENCOM)
- Southern Regional Medical Command (SRMC)
  - Brooke Army Medical Center (BAMC)
    - Troop Command, Brooke Army Medical Center, HHC & companies A-D
    - Warrior Transition Battalion, Brooke Army Medical Center

- U.S. Army Institute of Surgical Research (ISR)
- U.S. Army Medical Department Center and School (AMEDDC&S)]
  - Academy of Health Sciences
  - 32nd Medical Brigade
    - 187th Medical Battalion, HHD & companies A-D
    - 232d Medical Battalion, HHD & companies A-H
    - 264th Medical Battalion, HHD & companies A-F
    - Training Support Company (TSC)
    - U.S. Army Medical Department Student Detachment

  - Non-Commissioned Officer Academy
  - Defense Medical Readiness Training Institute (DMRTI)

- US Army Medical Information and Technology Center (USAMITC)

U.S. Army South (ARSOUTH) Elements
-  HQ, U.S. Army South (Sixth US Army)

U.S. Army Forces Command (FORSCOM) Elements
- 106th Signal Brigade
- 5501st US Army Hospital
- 418th Medical Logistics Company
- 591st Medical Logistics Company
- 470th Blood Detachment
- 79th Ordnance Battalion (Explosive Ordnance Disposal)

U.S. Army Recruiting Command (USAREC) Elements
- U.S. Army Fifth Recruiting Brigade
- 5th Brigade, U.S. Army Cadet Command

U.S. Army Contracting Command Elements
- 410th Contracting Support Brigade
- 412th Contracting Support Brigade

U.S. Army Criminal Investigation Command
- 6th Region CID Ft. Sam Houston
- 25th Military Police Detachment

U.S. Army Intelligence and Security Command (INSCOM) Elements
- 470th Military Intelligence Brigade, HHC & companies A-B

U.S. Army Network Enterprise & Technology Command
U.S. Army Environmental Command
U. S. Air Force Elements
 HQ, 502d Air Base Wing
502nd Mission Support Group (replaced the garrison command)
Camp Bullis

## Personnalités liées au Fort Sam Houston
- L'autrice Ada Iddings Gale, femme du major Henry D. Thomason qui servait dans le fort, y est morte le 25 février 1915[1].